# 드라간 믈라데노비치
드라간 믈라데노비치(세르비아어: Драган Младеновић, 영어: Dragan Mladenović, 1976년 2월 16일 ~ )는 유고슬라비아 사회주의 연방공화국 (현재 세르비아) 크랄레보 출신의 축구 선수이다. 2006년부터 2009년까지 K리그의 인천 유나이티드에서 활약하였으며, K리그에서 활동할 당시에는 드라간이라는 이름으로 활약하였다.

## 축구인 경력

### 클럽 경력
1993년 FK 라드니크 크랄레보에서 프로 생활을 시작하였고, 1995년 FK 슬로가 크랄레보로 이적하여 1998년까지 뛰었다. 1998년 FK 제문으로 이적하여 활약하였으며, 2000년 FK 루다르로 임대 이적하였다. FK 루다르에서 그는 27경기에 출전하였고, 시즌이 끝난 뒤 복귀하였다. 2002년 FK 츠르베나 즈베즈다로 팀을 옮긴 뒤 활약하였으며, 2003-04 시즌 팀의 메리디안 수페르리가와 세르비아 컵 우승에 기여하였다.
2004년 8월 100만 파운드에 스코틀랜드 프리미어리그의 레인저스 FC로 이적하였고, 8월 25일 PFC CSKA 모스크바와의 2004-05시즌 UEFA 챔피언스리그 3차 예선 2차전에서 팀에 데뷔하였다. 하지만 2번의 큰 부상을 당하며 7경기 출전에 그쳤고, 2005년 1월 레알 소시에다드로 임대 이적하였다. 레알 소시에다드에서 그는 12경기에 출전하였고, 시즌이 끝난 뒤 스코틀랜드로 복귀하였다. 그는 팀과의 계약 기간이 3년 남았지만, 팀은 계약을 파기하였다. 계약 기간이 끝난 2005년 8월 30일 메리디안 수페르리가의 FK 츠르베나 즈베즈다로 이적하여 세르비아 무대로 복귀하였고, 2005-06 시즌 팀의 메리디안 수페르리가와 세르비아 컵 우승에 기여하였다.
2006년 K리그의 인천 유나이티드로 이적하였고, 인상적인 활약을 선보이며 주전 선수로 활약하였다. 하지만 2009년에 들어 체력 저하로 인하여 부진을 보이게 되었고, 결국 팀을 떠나게 되었다.

### 국가대표 경력
2003년 8월 20일 베오그라드에서 열린 웨일스와의 UEFA 유로 2004 예선에서 세르비아 몬테네그로 국가대표팀에 데뷔하였고, 그 경기에서 A매치 첫 득점을 올렸다. 그 뒤 2003년 9월 10일 베오그라드에서 열린 이탈리아와의 UEFA 유로 2004 예선 및 2006년 FIFA 월드컵 예선과 기린컵 등 각종 친선경기에서 출전하여 활약하였고, 2005년 11월 16일 서울특별시에서 열린 대한민국과의 친선경기에 선발되어, 2006년 FIFA 월드컵을 앞둔 대한민국과 경기를 갖기도 하였다.

## 플레이 스타일
190cm의 좋은 신체조건을 갖고 있으며, 큰 키에서 나오는 제공권 장악 능력이 뛰어나 헤딩 슛을 통한 득점에 능하다. 볼 컨트롤과 개인기가 뛰어나며, 날카로운 스루 패스 또한 드라간의 장점 중 하나이다.

## 그 외
2009년 인천 유나이티드로 드라간 차디코프스키가 이적하자, 구단에서는 드라간과 이름이 겹쳐 같은 이름으로 등록하지 못하였고, 상의 끝에 '챠디코프스키'를 줄인 챠디로 등록하였다.
드라간은 인천 유나이티드에서 활약하던 2006년 8월 21일에 자신의 둘째 아들을 얻었다.
2006년 9월 16일 FC 서울과의 홈 경기에서 경기 시작 30초만에 골을 터뜨렸고, 그 골이 2006년 가장 빠른 시간에 넣은 골로 기록되어 '올해의 스피드골'을 수상하였다.

## 기록

### 클럽 경력 기록
마지막 업데이트: 2010년 1월 1일
| 시즌    | 팀                   | 리그                | 등급 | 경기 | 골 |
| ------- | -------------------- | ------------------- | ---- | ---- | -- |
| 1993-94 | FK 라드니크 크랄레보 | 유고슬라비아        |      | 19   | 0  |
| 1994-95 | FK 라드니크 크랄레보 | 유고슬라비아        |      | 32   | 4  |
| 1995-96 | FK 슬로가 크랄레보   | 유고슬라비아        | 2    | 6    | 0  |
| 1996-97 | FK 슬로가 크랄레보   | 유고슬라비아        | 2    | 28   | 10 |
| 1997-98 | FK 슬로가 크랄레보   | 유고슬라비아        | 2    | 26   | 9  |
| 1998-99 | FK 제문              | 유고슬라비아        | 1    | 18   | 0  |
| 1999-00 | FK 제문              | 유고슬라비아        | 1    | 21   | 0  |
| 2000-01 | FK 루다르            | 유고슬라비아        | 2    | 26   | 7  |
| 2001-02 | FK 제문              | 유고슬라비아        | 1    | 25   | 5  |
| 2002-03 | FK 츠르베나 즈베즈다 | 세르비아 몬테네그로 | 1    | 26   | 6  |
| 2003-04 | FK 츠르베나 즈베즈다 | 세르비아 몬테네그로 | 1    | 24   | 3  |
| 2004-05 | 레인저스 FC          | 스코틀랜드          | 1    | 7    | 0  |
| 2004-05 | 레알 소시에다드      | 스페인              | 1    | 12   | 0  |
| 2005-06 | FK 츠르베나 즈베즈다 | 세르비아 몬테네그로 | 1    | 17   | 3  |
| 2006    | 인천 유나이티드      | 대한민국            | 1    | 12   | 2  |
| 2007    | 인천 유나이티드      | 대한민국            | 1    | 21   | 1  |
| 2008    | 인천 유나이티드      | 대한민국            | 1    | 22   | 2  |
| 2009    | 인천 유나이티드      | 대한민국            | 1    | 3    | 0  |

### 국가대표팀 득점 기록
마지막 업데이트: 2010년 1월 1일
득점과 결과 리스트는 세르비아 몬테네그로 축구 국가대표팀의 득점을 먼저 기록하였다.
| # | 일시            | 장소                            | 상대 국가 | 득점 | 결과 | 경기 형식           |
| - | --------------- | ------------------------------- | --------- | ---- | ---- | ------------------- |
| 1 | 2003년 8월 20일 | 세르비아 몬테네그로, 베오그라드 | 웨일스    | 1-0  | 1-0  | UEFA 유로 2004 예선 |

## 수상

### 클럽

#### FK 츠르베나 즈베즈다
- 세르비아 몬테네그로 수페르리가 우승 2회 : 2003-04 시즌, 2005-06 시즌
- 세르비아 몬테네그로 수페르리가 준우승 1회 : 2002-03 시즌
- 세르비아 몬테네그로 컵 우승 2회 : 2003-04 시즌, 2005-06 시즌
- 세르비아 몬테네그로 컵 준우승 1회 : 2002-03 시즌

### 개인
- '올해의 스피드골' 1회 : 2006년